# B*A*P*S
B.A.P.S., um acrônimo para Black American Princesses (Brasil: Ricas e Gloriosas / Portugal: Duas Sopeiras em Beverly Hills) é um filme de comédia estadunidense dirigido por Robert Townsend e estrelado por Halle Berry, Natalie Desselle e Martin Landau. O filme foi escrito por Troy Beyer e foi seu primeiro roteiro. O filme é sobre duas aspirantes a empresárias da Geórgia, Nisi (Halle Berry) e Mickey (Natalie Desselle) que vão para Los Angeles para ganhar o dinheiro que precisam para abrir seu próprio restaurante. O filme recebeu críticas amplamente negativas dos críticos. No total, arrecadou US$7,3 milhões nas bilheterias mundiais.

## Sinopse
Nisi (Halle Berry) e Mickey (Natalie Desselle) são garçonetes em um restaurante de soul food em Decatur, Geórgia. O plano delas é abrir a primeira combinação de salão de beleza e restaurante de soul food.
Para acumular dinheiro inicial, elas fazem um teste para um videoclipe em Los Angeles. Através de uma reviravolta incomum, elas acabam ajudando um mordomo de Beverly Hills (Ian Richardson) e cuidando de um milionário idoso, Sr. Blakemore (Martin Landau), que as recebe em sua mansão. Elas acabam vivendo entre os ricos e famosos.
Elas logo se encontram no meio de um complô para lucrar com a fortuna do milionário. Percebendo que elas não agiram melhor do que os conspiradores, elas escolhem em vez disso se tornar as principais cuidadoras do Sr. Blakemore.
Blakemore eventualmente se encanta por elas e em sua vontade concede parte de sua fortuna a elas.

## Elenco
- Halle Berry — Nisi
- Martin Landau — Mr. Donald Blakemore
- Ian Richardson — Mr. Manley
- Natalie Desselle — Mickey
- Troy Beyer — Tracy Shaw
- Luigi Amodeo — Antonio
- Jonathan Fried — Isaac
- Pierre Edwards — Ali
- A.J. Johnson — James
- Bernie Mac — Mr. Johnson
- Faizon Love — Tiger J
- Rudy Ray Moore — Nate

## Produção
O filme foi o primeiro roteiro escrito pela ex-atriz Troy Beyer.
A escritora Beyer ficou decepcionada com a versão final do filme, e acreditava que suas "palavras não tinham chegado honestamente à tela". Ela explicou que esta foi a primeira vez que Robert Townsend dirigiu um filme que ele mesmo não havia escrito. Ela usou seus ganhos deste filme para dirigir seu próprio primeiro filme. 

## Recepção

### Resposta crítica
A recepção foi extremamente negativa. No Rotten Tomatoes tem uma pontuação de 16% com base em 32 avaliações. O público pesquisado pelo CinemaScore deu ao filme uma nota B.

### Premiações
1998 Acapulco Black Film Festival
- Melhor Atriz – Halle Berry (nomeada)

1997 Stinkers Bad Movie Awards
- Pior Atriz - Halle Berry (nomeada)[10]